# McLaren 720S
La 720S est une supercar du constructeur automobile britannique McLaren Automotive, produite de 2017 à 2022. Elle appartient à la gamme des « Super Series » du constructeur. Elle succède à la 650S et elle est remplacée par la 765 lt en 2020 puis par la 750S en 2023.

## Présentation
Elle est présentée en mars 2017 lors de la 87e édition du salon de Genève.

McLaren 720S au Chantilly Arts & Elegance Richard Mille 2022
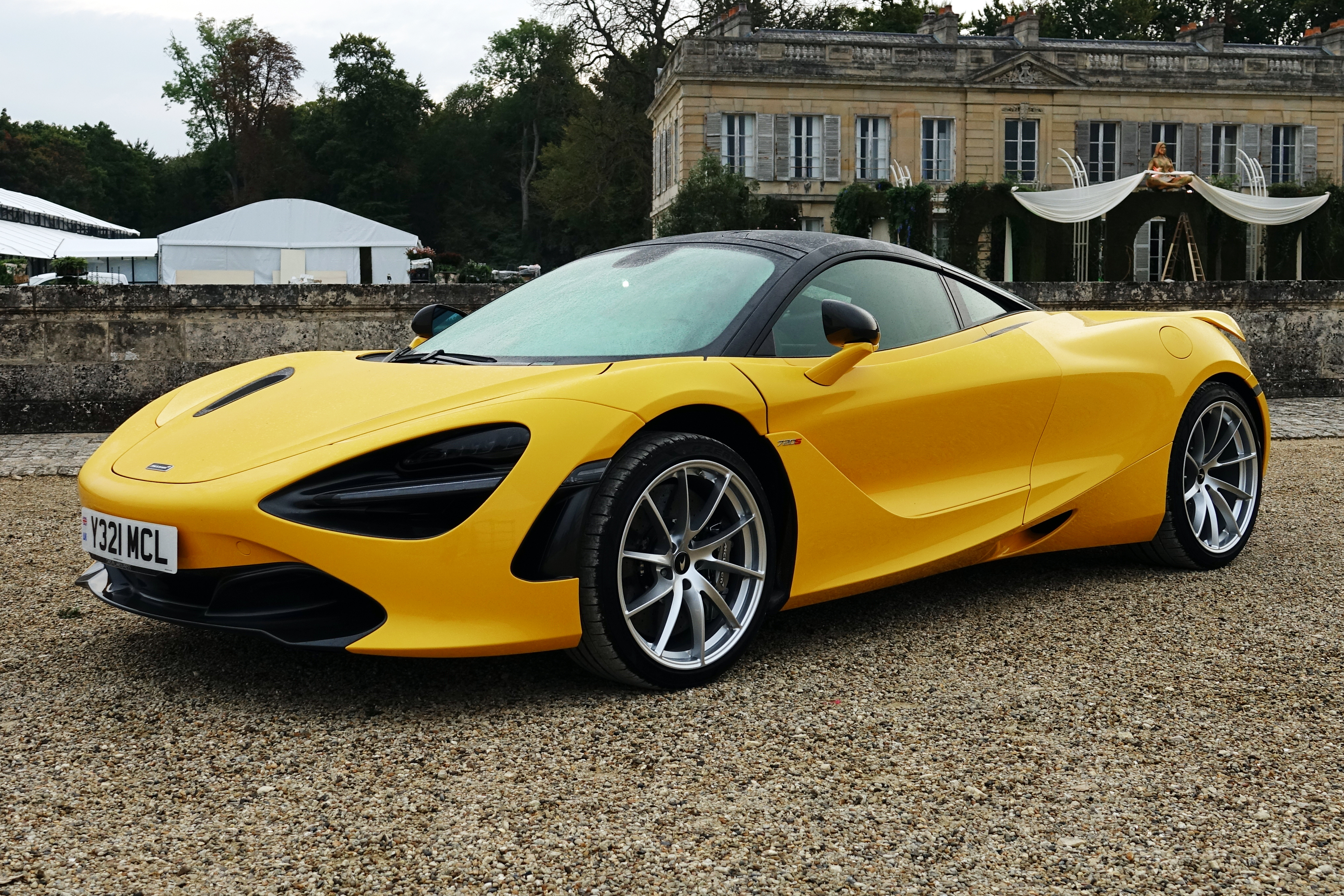
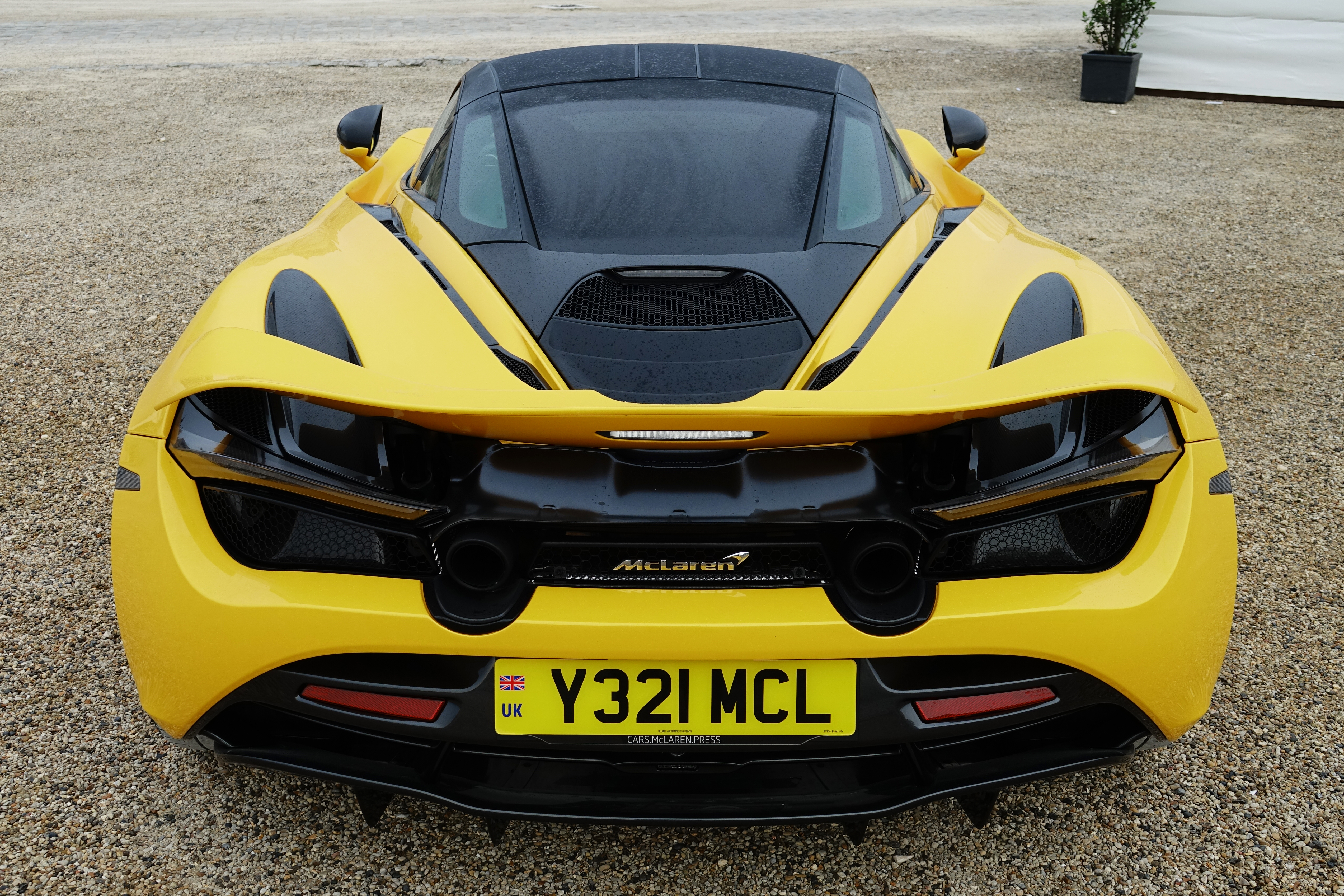
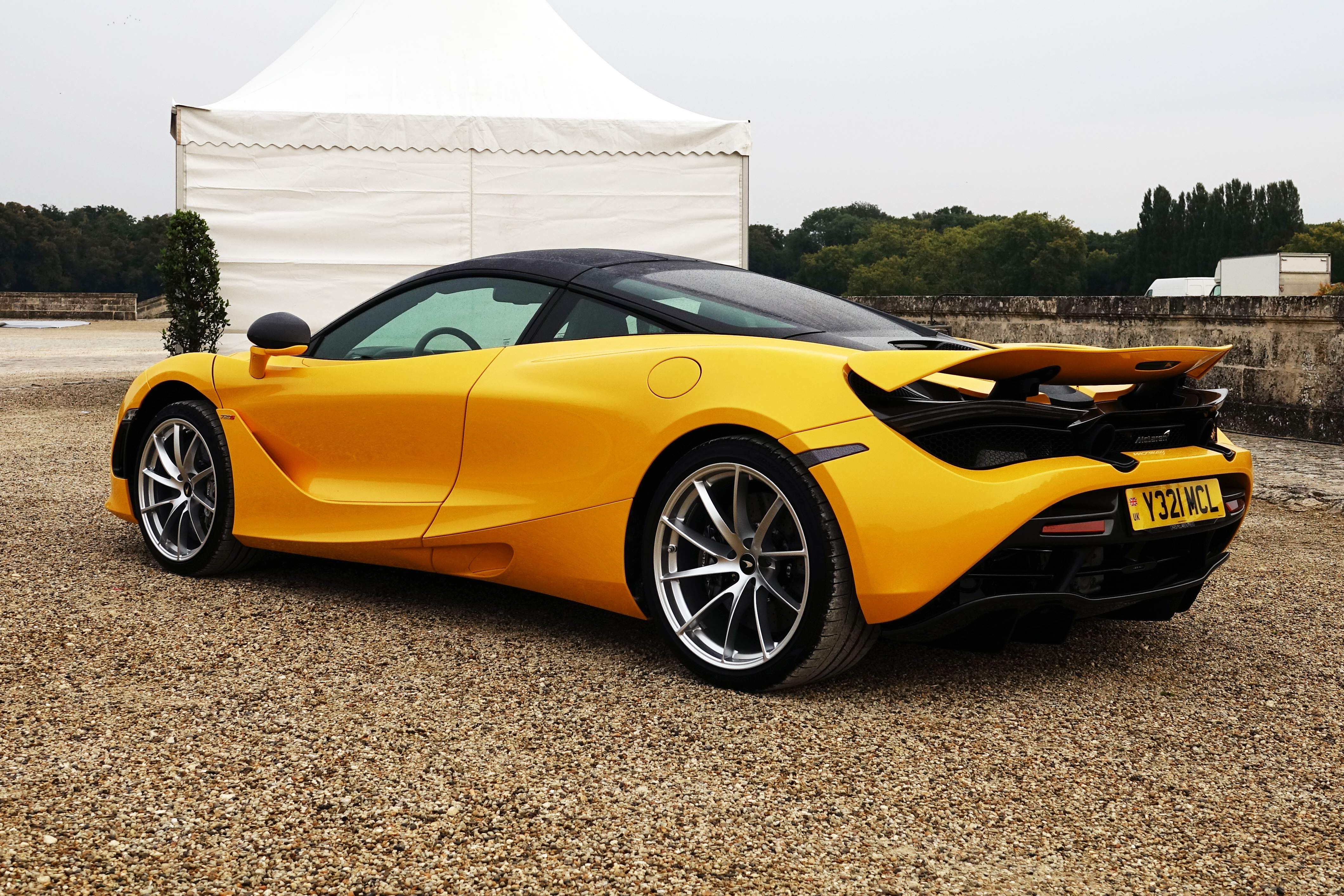

### Spider

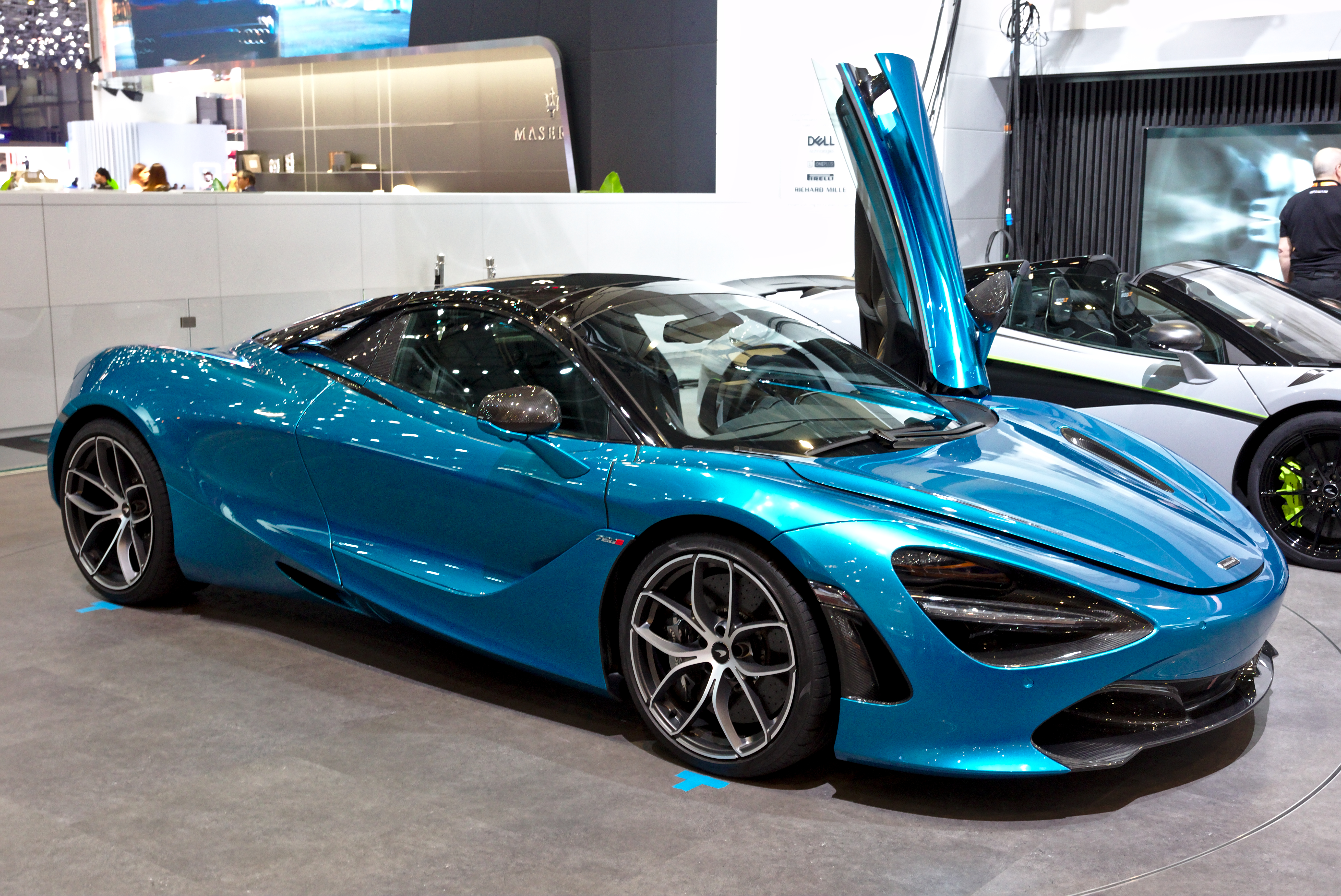
McLaren 720S Spider.

En décembre 2018, McLaren présente la version Spider de la 720S.
Le spider est équipé d'un toit rigide rétractable en fibre de carbone de série, ou d'un panneau de verre en option. Le toit se déploie en 12 secondes et jusqu'à 50 km/h.
La version découvrable de la 720S est motorisée par le même V8 4.0 litres biturbo de 720 ch et 770 N m de couple. Les performances sont en légères baisse par rapport au coupé, avec une vitesse maximale 325 km/h toit ouvert, mais égalent aux 341 km/h du coupé avec le toit fermé, une accélération de 0 à 100 km/h en 2,9 secondes et 7,9 secondes pour atteindre 200 km/h.

## Caractéristiques techniques

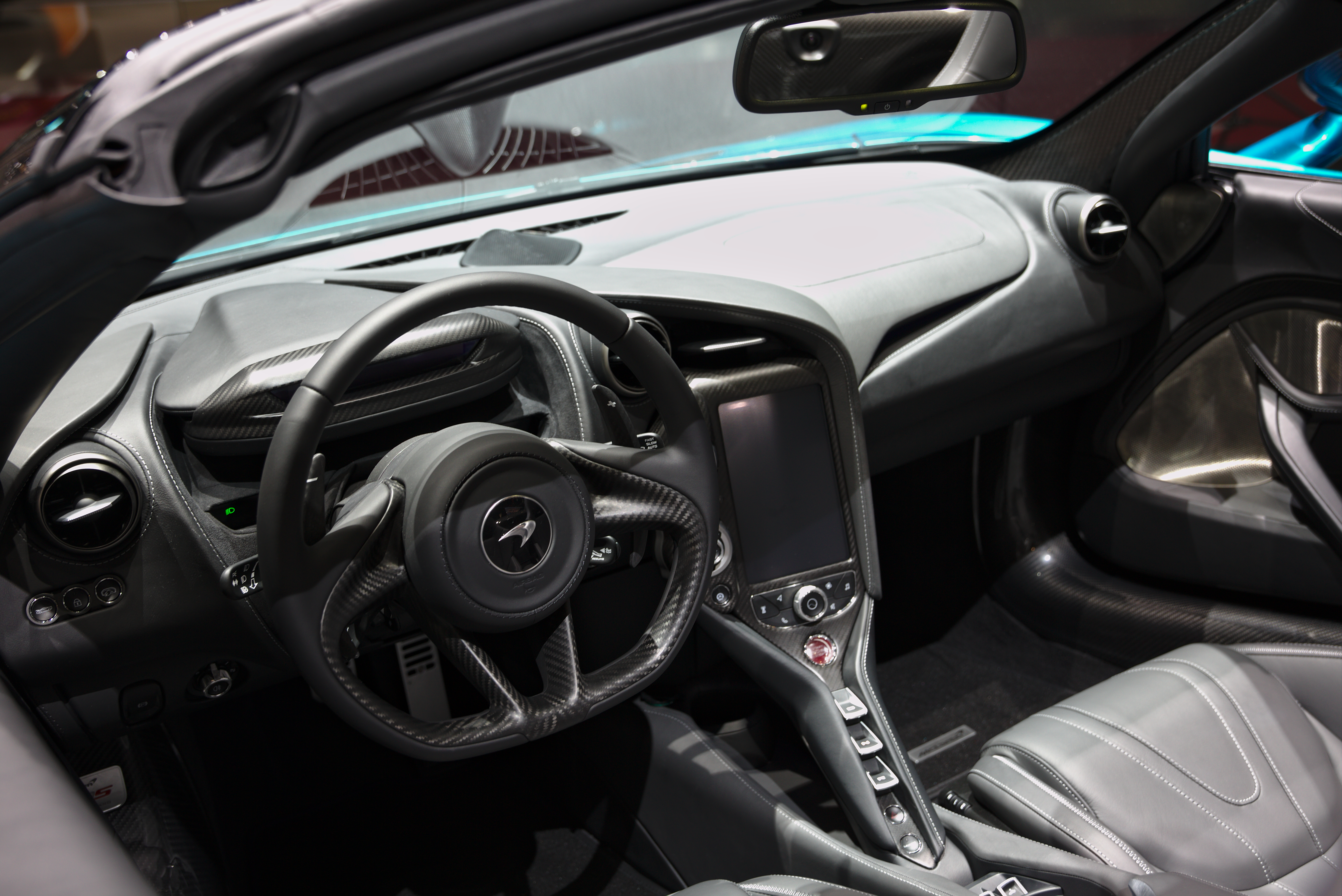
Intérieur.

Aux lignes très basses, la 720S dispose de portes en élytre. L'aérodynamique est très travaillée pour faire place à de grandes entrées d'air sur les flancs et ses phares sont aussi des entrées d'air.
Elle possède une boîte double embrayage à sept rapports et sa transmission est une propulsion avec autoblocage. Elle est équipée de disques de freins ventilés en carbone céramique.

### Motorisation

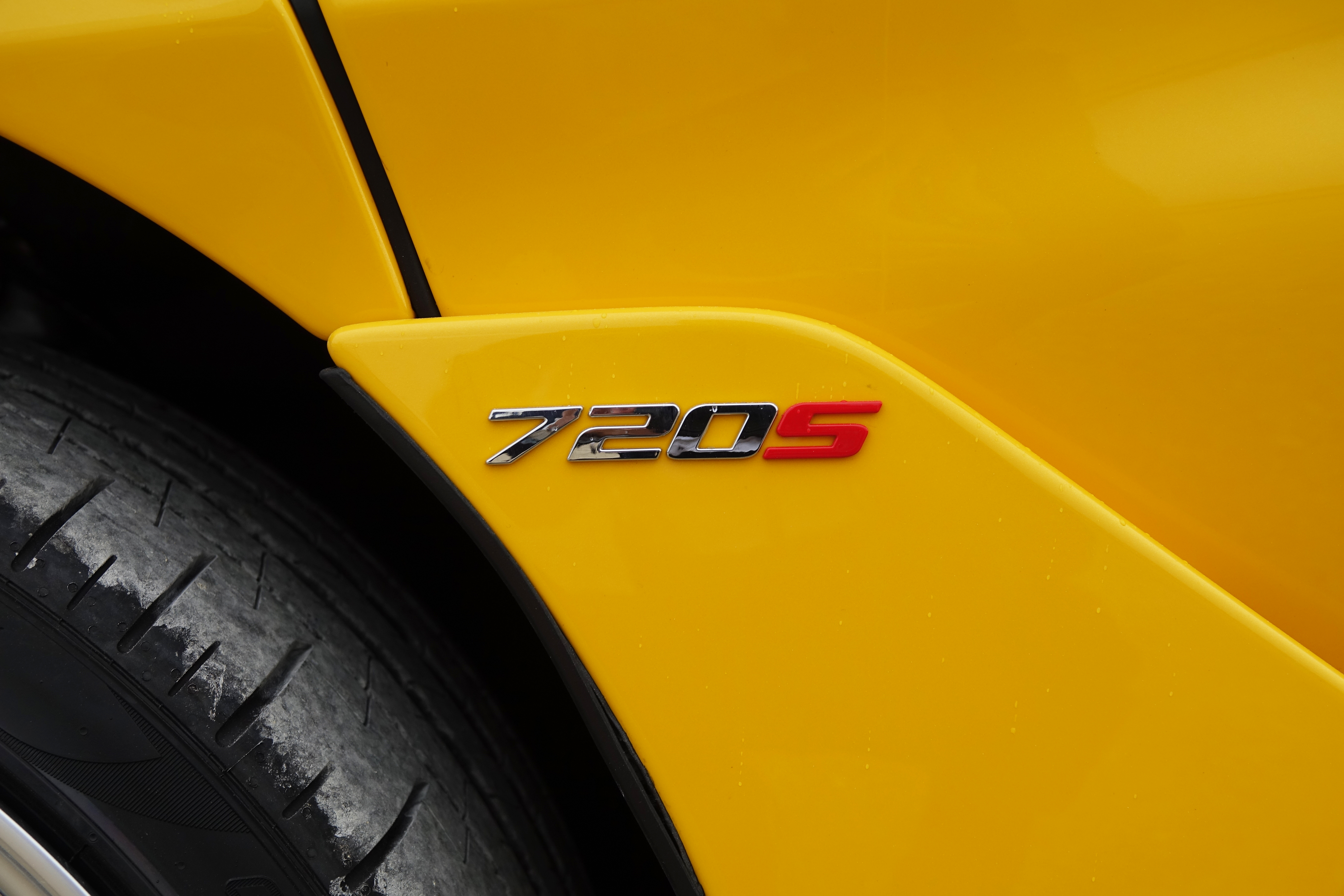
720S pour 720 ch.

La 720S est dotée d'un moteur V8 4 L biturbo et construite sur un châssis de carbone modifié, plus léger et plus rigide que le modèle précédent. Ce châssis inédit (Proactive châssis control II) améliore les performances et le comportement routier, grâce à lui, le conducteur peut choisir trois modes de conduite : Track, Sport et Confort.
Avec un poids de 1 283 kg, pour une puissance de 720 ch, la McLaren atteint les 100 km/h en 2,9 secondes, le 0 à 200 km/h en 7,8 secondes et le 0 à 300 km/h en 21,4 secondes. Son rapport poids/puissance et de 2,1 kg/ch et son rapport couple/poids et de 513 N m/t. Sa vitesse de pointe est supérieure à 340 km/h.
| Logo de McLaren            | McLaren 720S,                           |
| Moteur                     | V8 (M840T)                              |
| Admission                  | Bi-Turbocompressé                       |
| Cylindrée (cm3)            | 3 993                                   |
| Puissance maximale ch (kW) | 720                                     |
| au régime de (tr/min)      | 7 500                                   |
| Couple maximal (N m)       | 770                                     |
| au régime de (tr/min)      | 5 500                                   |
| Régime max                 | 8 200 tr/min                            |
| Boîte de vitesses          | Robotisée à double embrayage 7 rapports |
| Transmission               | Aux roues arrière (Propulsion)          |
| Vitesse maximale (km/h)    | 341                                     |
| 0-100 km/h (s)             | 2,9                                     |
| 0-200 km/h (s)             | 7,8                                     |
| 0-300 km/h (s)             | 21,4                                    |
| Consommation (L/100 km)    | 10,7                                    |
| Émissions de CO2 (g/km)    | 249                                     |
| Masse à vide (kg)          | 1 283                                   |
| Capacité du réservoir (L)  | 72                                      |
| Norme environnementale     | Euro 6                                  |

## Dérivé

### 765LT
La McLaren 765LT est basée sur la McLaren 720S et produite à partir de 2020.
Elle est la version Long Tail (longue queue) et radicalisée de la 720S, plus légère avec 80 kg de moins et plus puissante avec 45 ch de plus.

## Série spéciale
- McLaren 720S Le Mans (2020)[15]
  - Elle célèbre la victoire de la McLaren F1 GTR (n°59) aux 24h du Mans, le 18 juin 1995 et arbore des logos « McLaren 25 anniversary Le Mans ».